# Estadio Olímpico Jaime Terán
El estadio Olímpico Jaime Terán es un estadio multiusos. Está ubicado en la avenida Rocafuerte y Velasco de la ciudad de Atuntaqui, provincia de Imbabura. Es usado mayoritariamente para la práctica del fútbol, Tiene capacidad para 10 000 espectadores.

## Historia

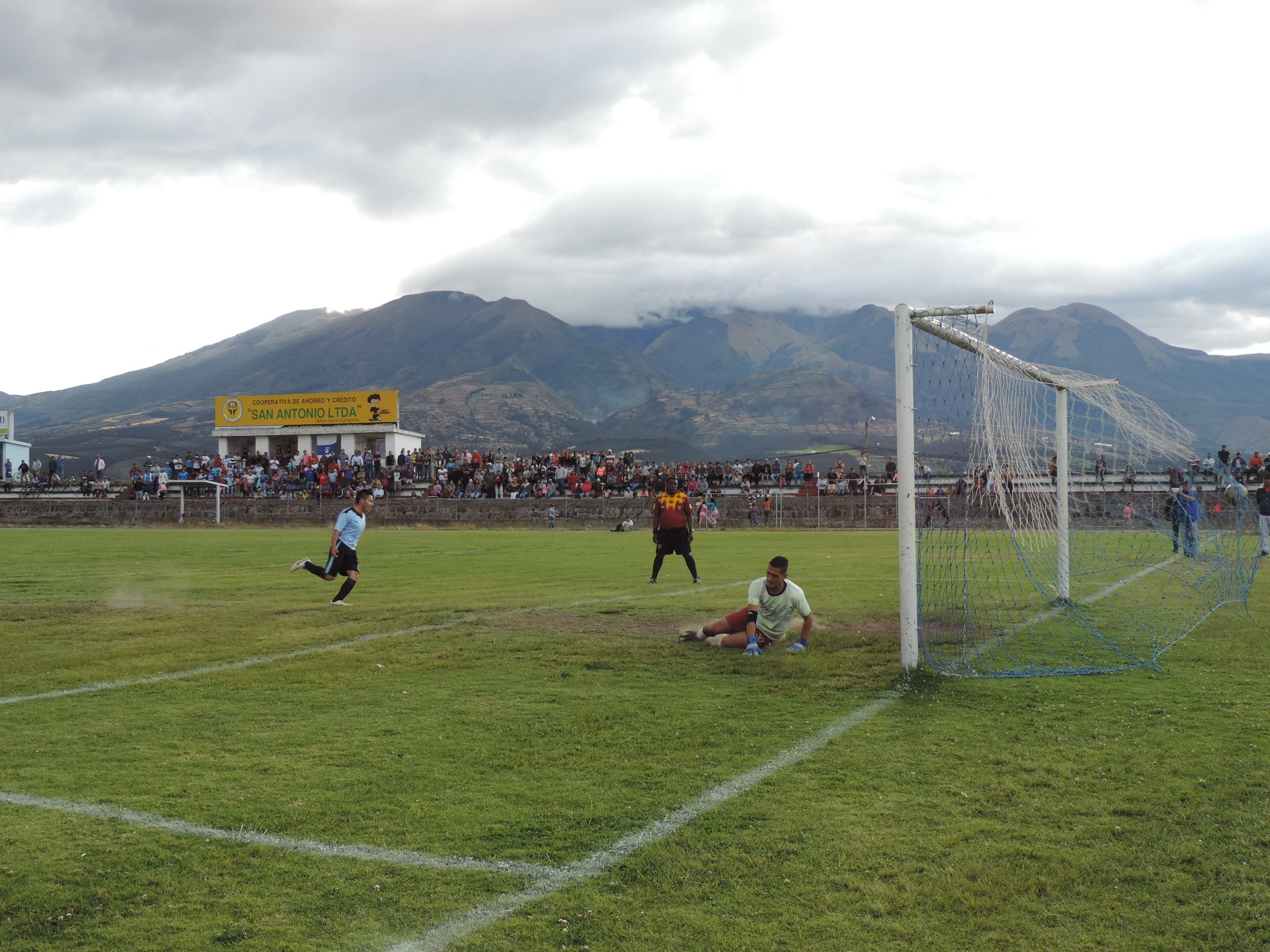
Vista detrás del arco

Desempeña un importante papel en el fútbol local, ya que los clubes anteños como el Atuntaqui Fútbol Club, 2 de Marzo e Imbabura Sporting Club hacían y/o hacen de locales en este escenario deportivo.
El estadio es sede de distintos eventos deportivos a nivel local, así como es escenario para varios eventos de tipo cultural, especialmente conciertos musicales (que también se realizan en el Coliseo de la Liga Cantonal de Antonio Ante de Atuntaqui).